# Янка Купала (Пуховичский район)
Янка Купала (бел. Я́нка Купа́ла; ранее — посёлок Янки Купалы, бел. пасёлак Я́нкі Купа́лы) — посёлок в Пуховичском районе Минской области Республики Беларусь. В составе Новосёлковского сельсовета.

## География
Расположена в 20 км на юго-запад от Марьиной Горки, 72 км от Минска.

### Гидрография
Река Птичь.

## История
Населённый пункт основан как посёлок в 1920-е годы в Белорусской ССР.
Во Вторю мировую войну с конца июня 1941 года до начала июля 1944 года под оккупацией Германии. В январе 1943 года все 11 домов были уничтожены, погублен 1 человек.
В 1939—1954 годах посёлок имени Янки Купалы административный центр Горелецкого сельсовета.
29 июня 2006 года деревня включена в состав Новосёлковского сельсовета.

## Население

### Численность
- 1999 год — 7 жителей

### Динамика
- 1926 год — 10 дворов, 42 жителей
- 1960 год — 48 жителей
- 1999 год — 7 жителей (перепись населения)

## Улицы
- Дачная